# Warracknabeal
Warracknabeal (2 625 habitants) est une ville située au cœur de la ceinture céréalière de l'État de Victoria en Australie, à 330 kilomètres au nord-ouest de Melbourne.

## Histoire
On pense que son nom provient d'une expression aborigène signifiant « l'endroit où les grands eucalyptus font de l'ombre au plan d'eau ».
La région de Warracknabeal était, à l'origine, peuplée par les aborigènes Wotjobaluk.

## Transports
Warracknabeal possède un aéroport (code AITA : WKB). Aussi, la ville a un système de bus (Melbourne - Ouyen).

## Personnalités liées à la commune
Warracknabeal est la ville natale du musicien Nick Cave.